# NN-126
La carretera NN‑126 es una vía departamental secundaria del departamento de Chontales, que conecta Villa Sandino con San Pedro de Lóvago. Esta ruta facilita el transporte entre comunidades rurales y su acceso a la NIC-7.

## Trazado y cruces
| km   | Localidad / Punto   | Departamento | Conexión / Ruta |
| ---- | ------------------- | ------------ | --------------- |
| 0,0  | Villa Sandino       | Chontales    | NN 125          |
| 8,5  | El Triunfo          | Chontales    | Camino local    |
| 17,6 | San Pedro de Lóvago | Chontales    | Camino local    |

## Coordenadas
Uno de los tramos de la NN‑126 puede ser encontrado en las coordenadas: 11°41′00″N 84°25′00″O / 11.6833, -84.4167